# Ђузепе Ривабела
Напуљ
Ђузепе Ривабела (итал.  ? — 1913 Напуљ) је био једини италијански такмичар на првим Летњим олимпијским играма 1896. у Атини.
Ривабела је био грађевинар, који је био стациониран у Атини и радио је мостове и путеве на острву Самос.
На Олимијским играма такмичио се у стрељаштву дисциплина војничка пушка на 200 метара. Његов резултат и пласман су непознати, али се зна да он није био међу првих 13 од укупно 42 стрелца колико их се такмичило у овој дисциплини.
Ривабела је веома важан за италијански олимпијски спорт јер је његово присуство доказ да се Италија такмичила на првим Олимпијским играма.
Због одбијању захтева Карла Аиролдија за учешће на играма, дуго се сматрало да Италија није имала представника. Међутим, нови извори су открили је Ривабела учествовао.